# Haanen (Maler)
Die Familie Haanen ist eine Malerfamilie aus den Niederlanden.
Zu ihr gehören:
1. Casparis Haanen (1778–1849)
  1. George Gillis Haanen (1807–1879),  Sohn von Casparis Haanen
  2. Elisabeth Alida Haanen (1809–1845), Tochter von Casparis Haanen
    1. George Lourens Kiers (1838–1916) Sohn von Elisabeth Alida Haanen
    2. Catharina Isabella Kiers (1839–1930), Tochter von Elisabeth Alida Haanen

  3. Remigius Adrianus Haanen (1812–1894), Sohn von Casparis Haanen
    1. Cecil van Haanen (1844–1914), Sohn von  Remigius Adrianus Haanen

  4. Adriana Johanna Haanen (1814–1895), Tochter von Casparis Haanen